# Фаншипан

Фаншипан (в'єт. Phan Xi Păng, слухатиⓘ) — гора у В’єтнамі. У 1909 році висота гори дорівнювала 3143 метри, але зараз становить 3147,3 м. Це найвища гора на Індокитайському півострові, тому її прозвали «Дахом Індокитаю». Вона розташована у провінції Лаокай Північно-Західного регіону В’єтнаму, в 9 км. на південний захід від Шапи в гірському хребті Хоангльєншон. Адміністративно вона відноситься до округа Тамдионг (Tam Đường) провінції Лайтяу і міста Шапа провінції Лаокай.

## Етимологія
Походження назви «Phan Xi Păng» неясно. Найпоширеніша теорія полягає в тому, що вона розвинулась із «Hủa Xi Pan» («гігантська скеля, що хитається») — так називали гору місцеві жителі через її форму. Інша теорія припускає, що назва походить від народу хмонгів і означає «Азалієва гора» їхньою мовою через поширеність азалії та інших видів рододендронів на горі.
Також було припущено, що назва могла походити від імені чиновника з питань географії Phạm Thị Phương Quế з династії Нгуєн, який допоміг французам скласти карту території та визначити кордон з Китаєм у 1905 році. Через неточності місцевої вимови назва згодом перетворилася на Phan Xi Păng.

## Географія

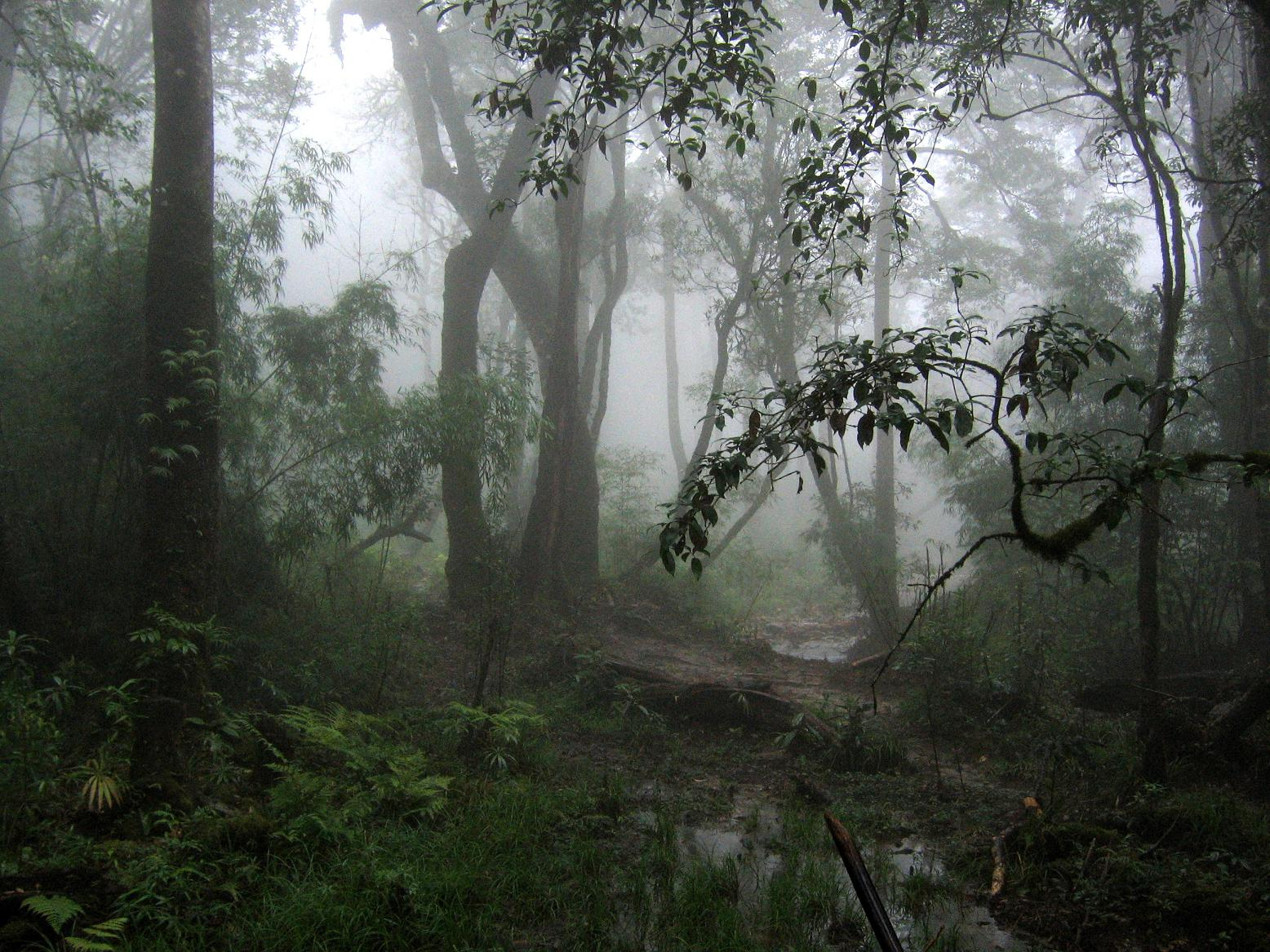
Ліс на схилах Фаншипана

Фаншипан — найвища гора в хребті Хоангльєншон, розташована на кордоні провінцій Лаокай і Лайтяу, при чому її вершина розташована на стороні Лаокай. Гора належить до одноіменного національного парку Хоангльєн. При абсолютній висоті 3147 метрів вона має відносну висоту всього 1613 метри, посідаючи 6 місце у В’єтнамі.

## Геологія

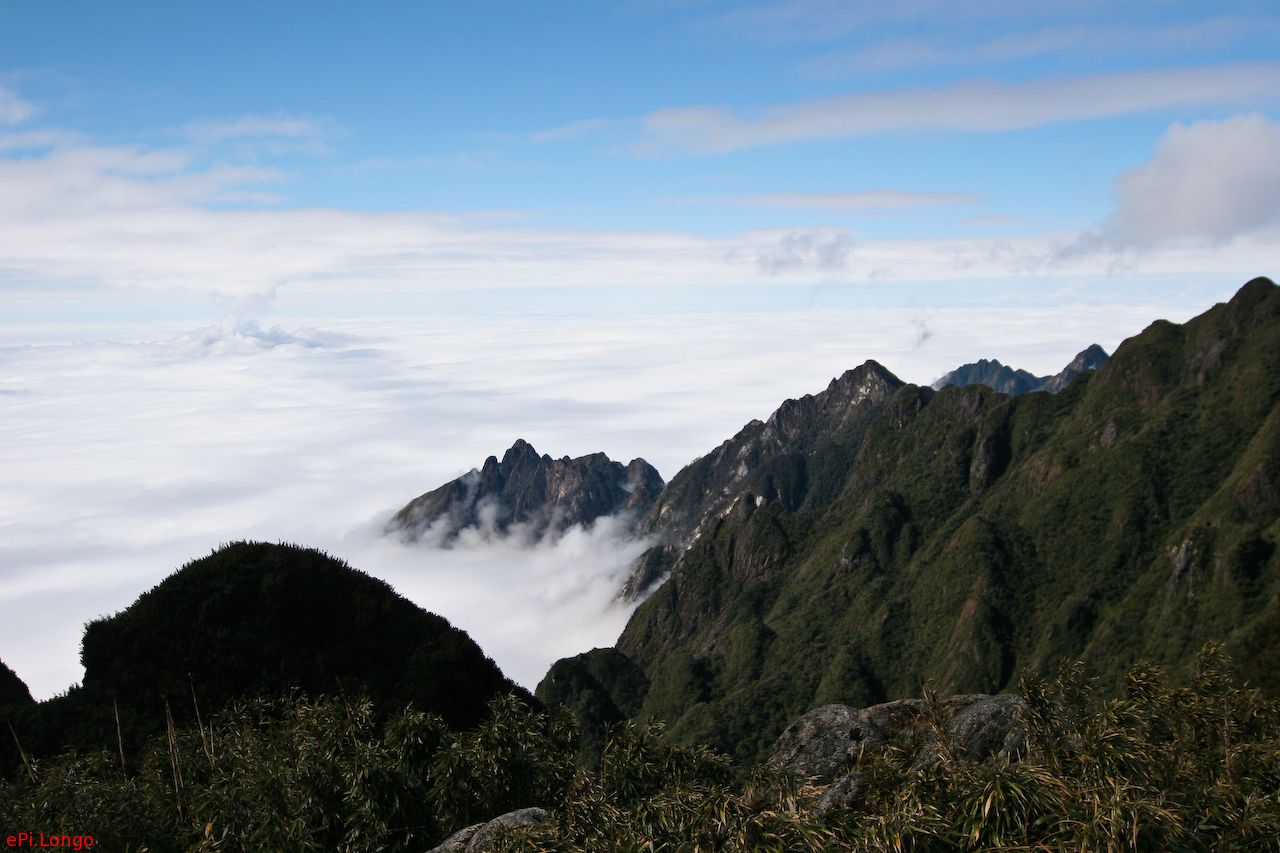
Хребет Хоангльєншон

Фаншипан утворився приблизно 250–260 мільйонів років тому, між пермським періодом палеозойської ери та тріасовим періодом мезозойської ери. Гімалайський орогенез, починаючи з пізнього мезозою, ще більше підняв Фаншипан і хребет Хоангльєншон і створив  Розлом Червоної річки на схід.

## Вершинний знак

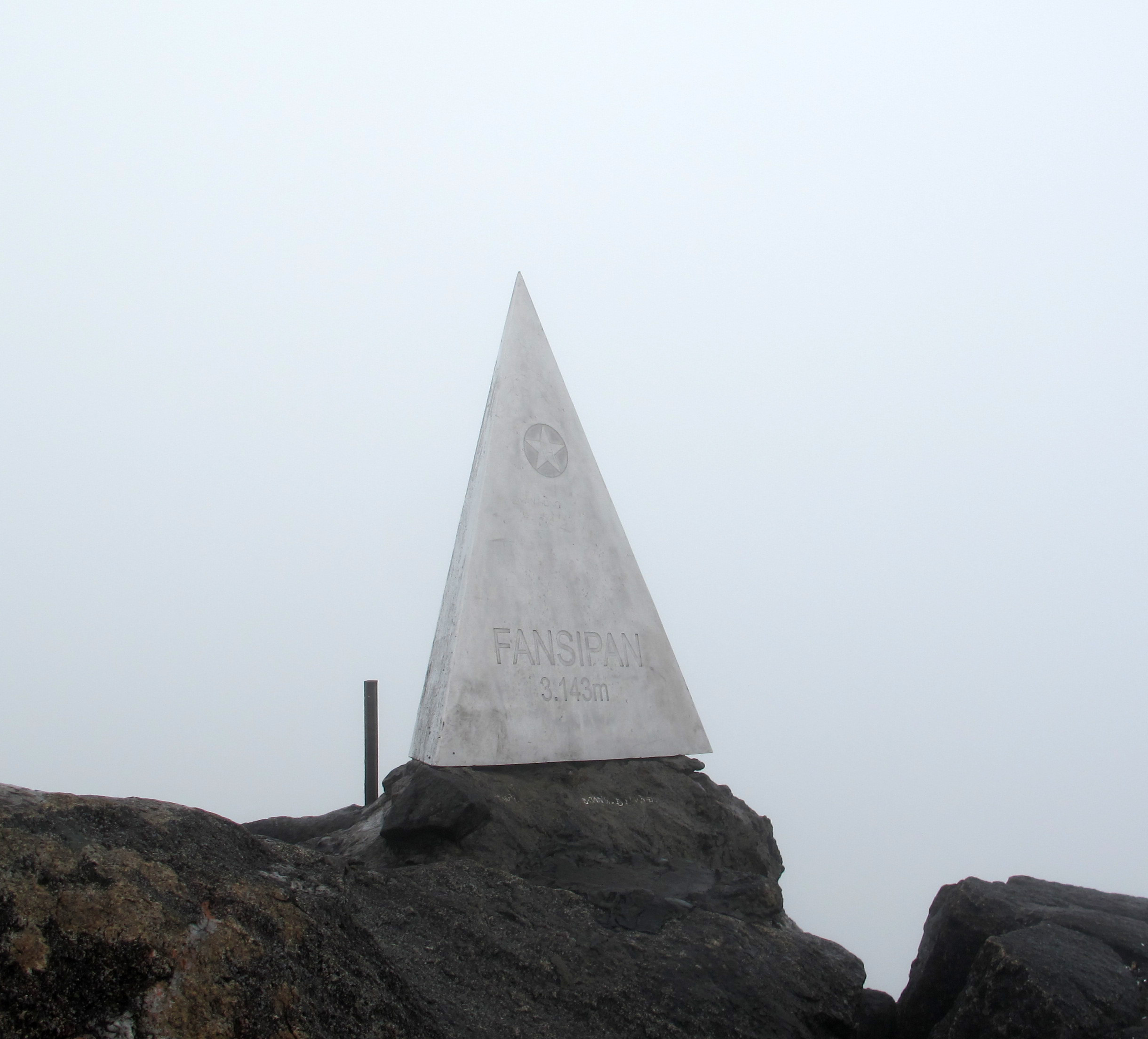
Пам'ятник на вершині Фаншипан

Першу металеву піраміду виготовили та встановили тут радянські інженери з Хоабіня у 1985 році. Любительська альпіністська експедиція була першою з кінця колоніального періоду і була офіційно приурочена до 40-річчя Дня Перемоги радянського союзу над нацистською Німеччиною.

## Сходження

### Пішки
На Фаншипан можна піднятися крутим і досить напруженим маршрутом. Раніше щоб досягти вершини і повернутися в Сапу, потрібно було приблизно 5–6 днів. Зараз загальний час зазвичай становить лише два-три дні; сильні та  витривалі люди можуть піднятися за один довгий день. Рекорд швидкісного сходження належить в'єтнамцю Хоангу А По, який в 2012 році переміг із загальним часом 3:20, з яких 1:35 зайняв підйом вгору.
Туристичні компанії в Шапі організують походи на вершину, які займають від одного до трьох днів. Більшість рекомендує дво- та триденний варіант, і дуже небагато гідів візьмуть туристів у подорож туди-назад за один день. Бронювати тур необхідно мінімум за день до сходження. 
На висоті приблизно 1500 метрів розташована маленька станція, де пропонують проживання та їжу. Далі, на 2800, є гірський притулок, де переважна більшість туристів ночує.
Незважаючи на відносно легке орієнтування на тропі та відсутність технічно складних ділянок, самостійне сходження на Фаншипан (без місцевого гіда) у В'єтнамі вважається небезпечним і заборонено законодавством. Із труднощів можна згадати низьку температуру (приблизно на 15-20 градусів нижчу за типову рівнинну), дощі та туман в зимовий період та ковзке каміння на тропі за цих обставин.

### Канатна дорога

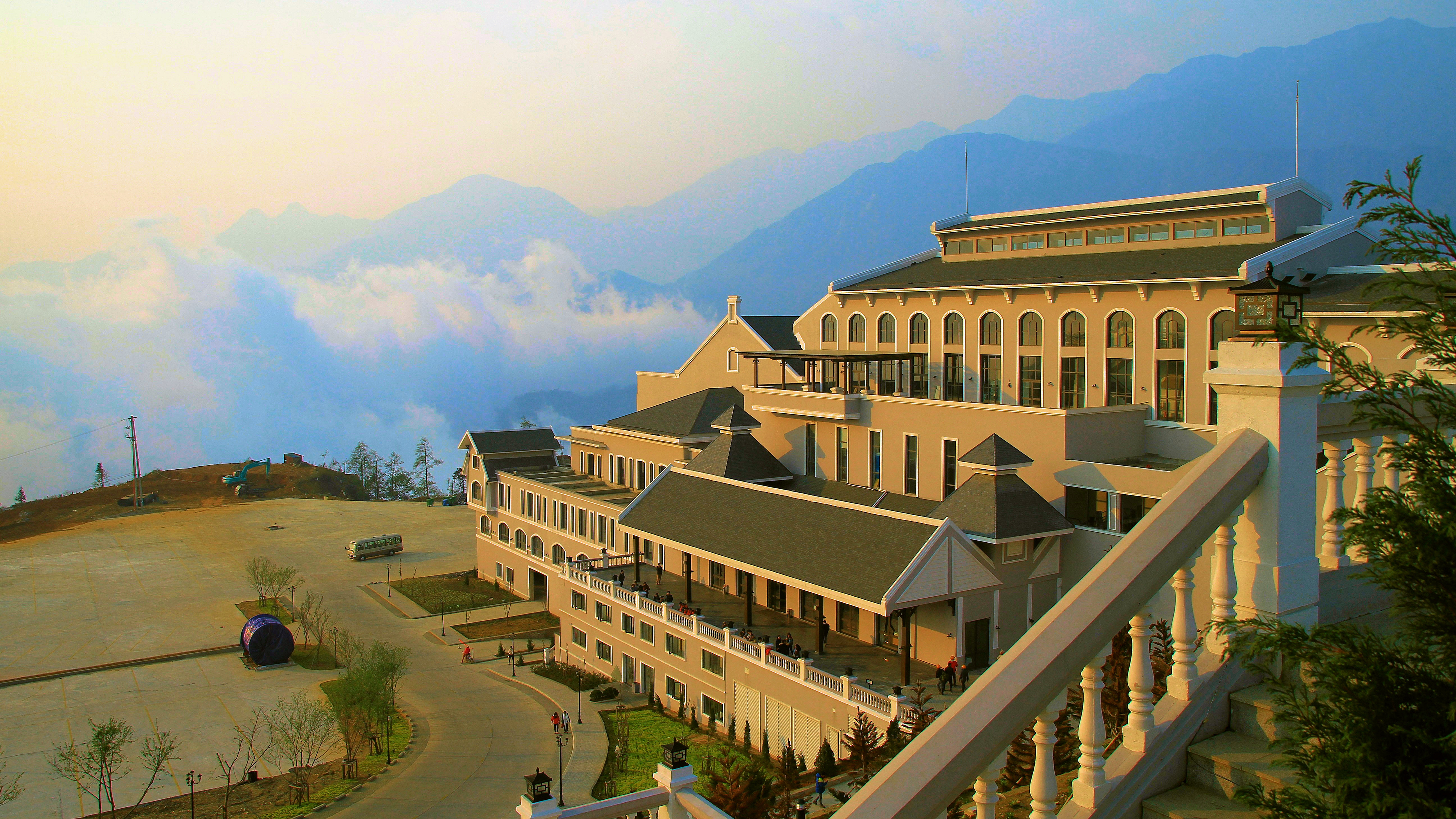
Станція канатної дороги на Фаншипан

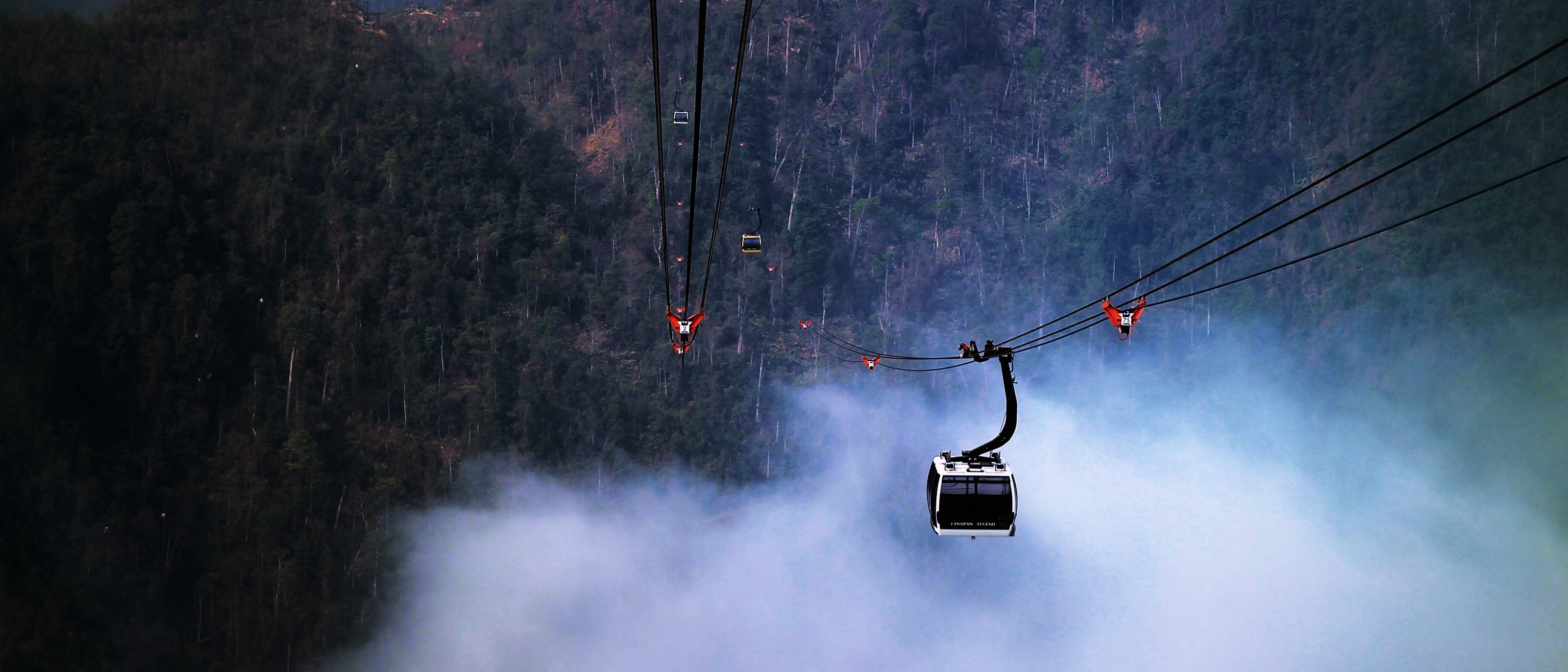
Один з прольотів канатки

Канатна дорога на вершину Фаншипан була урочисто відкрита 2 лютого 2016 року. Гондольний підйомник відправляється з терміналу Мионгхоа (Mường Hoa) неподалік Сапи і потребує 20 хвилин, щоб дістатися до вершини. Канатка має два рекорди Гіннеса за найдовшу безпересадкову трьохканатну підвісну дорогу у світі протяжністю 6.3 км, і найбільший перепад висоти на безперервній триканатній підвісній дорозі у 1410 м. різниці висоти між кінцевими станціями.
Окрім канатної дороги є можливість спростити сходження двома фунікулерами: перший Сапа-Мионгхоа до нижньої станції канатки (коштує 150 тис.Đ), та  другий — з верхньої станції канатки до майже самої вершини (150 тис.Đ). Вартість квитка канатки туди-назад становить 850 тис.Đ. Для дітей діють знижки.